# ریچارد جونز (بازیکن فوتبال، زاده ۱۸۷۸)
ریچارد جونز (انگلیسی: Richard Jones؛ ۱۸۷۸ – ۱۹۳۸) بازیکن فوتبال اهل بریتانیا بود.
وی همچنین در تیم ملی فوتبال ولز بازی کرده‌است.